# 马文举 (隋朝)
马文举（?—?），隋朝骁果将领，参与江都兵变杀害隋炀帝。
隋朝大业十四年（618年）三月十一日，隋朝禁卫军在江都（今江苏省扬州市）发动兵变。隋炀帝被逼到宫门，问：“虞世基在哪儿？”马文举说：“已经枭首了。”于是将隋炀帝带回寝殿，裴虔通、司马德戡等站在边上拔出兵刃。隋炀帝叹息道：“我有何罪至此？”马文举说：“陛下抛弃宗庙不顾，巡游不息，对外频频发动战争，对内极尽奢侈荒淫。致使丁壮都死于刀兵之下，妇女弱者死于沟壑之中，民不聊生，盗贼蜂起；专用奸佞，文过饰非，拒不纳谏，怎么说没罪！”他们要杀隋炀帝，隋炀帝说：“天子自有天子的死法，怎么能对天子动刀，取鸩酒来！”马文举等人不许，让令狐行达按着隋炀帝坐下。隋炀帝自己解下练巾交给令狐行达，令狐行达缢杀了隋炀帝。